# Cieszyn (Grande-Pologne)
Pour les articles homonymes, voir Cieszyn (homonymie).
Cieszyn est une localité polonaise de la gmina rurale de Sośnie, située dans le powiat d'Ostrów Wielkopolski en voïvodie de Grande-Pologne. Elle se trouve à environ 19 kilomètres à l'est de la ville d'Ostrów Wielkopolski et 115 km au sud-est de Poznań, la capitale régionale. 

## Géographie

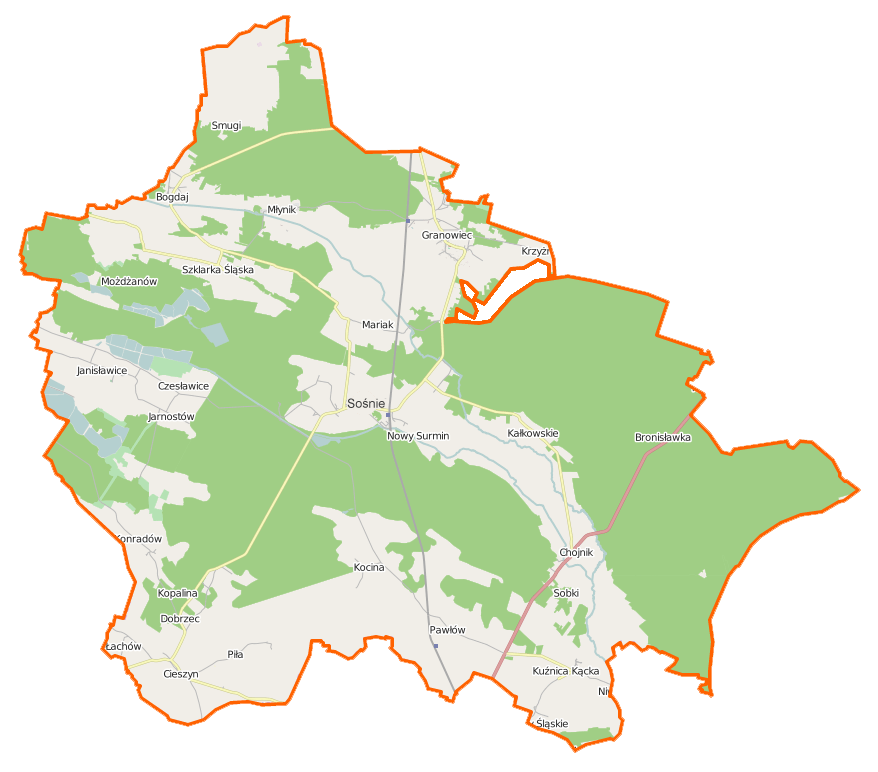
Carte de la gmina de Sośnie.